# Juula
Juula (auch: Chula, Tula, Jasiirada Chula) ist die größte Insel von Somalia mit einer Fläche von 6,40 km². Sie gehört politisch zu Jubaland und geographisch zu den Bajuni-Inseln, einer Kette von Koralleninseln (Barriereinseln), welche sich von Kismaayo im Norden über 100 Kilometer bis zum Raas Kaambooni nahe der kenianischen Grenze erstreckt.

## Geographie
Die Insel liegt vor der Küste, gegenüber den Kaps Raas Rasiine und Kiwabiis. In nächster Nähe liegen die Inselchen Yondiyoond im Norden und Ukahiiyo im Süden.
Die Insel bildet nach Südwesten, zum Festland eine gleichnamige Bucht, mit dem Hafen Porto Ciula und der Mündung des Flusses Caannoole. Sie liegt ca. 1,5 km von der Küste entfernt. Sie ist bis zu 2 km breit, dabei recht unregelmäßig geformt mit einem breiten Südteil und einem schmaleren und lang ausgezogenen Nordteil, wo die gleichnamige Siedlung liegt, sowie vielen kleinen Buchten. Es gibt eine zweite Siedlung Mudawa im Südteil. Flächenmäßig ist Koyaama (6,38 km²) fast genauso groß.

## Klima
Als Klima herrscht heißes Steppenklima mit Monsuneinfluss.